# Оросен
«О́росен» — футбольный стадион норвежского города Лиллестрём. Является домашним стадионом клуба «Лиллестрём». Вместимость составляет 12 250 мест. Рекорд посещаемости «Оросена» был установлен в 2002 году, когда за матчем «Лиллестрёма» и «Волеренги» наблюдало 13 652 зрителя.